# Nikolai Jewgenjewitsch Stoljarenko
Nikolai Jewgenjewitsch Stoljarenko (russisch Николай Евгеньевич Столяренко; * 27. September 1991 in Angarsk, Russische SFSR) ist ein russischer Eishockeyspieler, der seit August 2013 bei Jermak Angarsk in der Wysschaja Hockey-Liga unter Vertrag steht.

## Karriere
Nikolai Stoljarenko begann seine Karriere als Eishockeyspieler in seiner Heimatstadt in der Nachwuchsabteilung von Jermak Angarsk, für dessen Profimannschaft er von 2008 bis 2010 in der Wysschaja Liga, der zweiten russischen Spielklasse, aktiv war. Parallel kam er jedoch hauptsächlich für die zweite Mannschaft des Vereins in der drittklassigen Perwaja Liga zum Einsatz. Zur Saison 2010/11 wurde der Angreifer von Amur Chabarowsk aus der Kontinentalen Hockey-Liga verpflichtet. In seinem Rookiejahr in der KHL blieb er in neun Spielen punkt- und straflos. Parallel spielte er für Amurs Juniorenmannschaft Amurskije Tigry Chabarowsk in der multinationalen Nachwuchsliga Molodjoschnaja Chokkeinaja Liga. In den folgenden beiden Jahren spielte er ebenfalls parallel für Amur Chabarowsk in der KHL und für deren Juniorenteam in der MHL. 

## KHL-Statistik
(Stand: Ende der Saison 2011/12)